# 艾哈迈德·尼亚齐
艾哈迈德·尼亚齐贝伊（英語：Ahmed Niyazi Bey；1873年—1913年）阿尔巴尼亚人，是驻守马其顿的土耳其军官，曾先后参与1908年的青年土耳其党人革命、1909年奥斯曼帝国反革命政变。